# Ora de iarnă
Ora de iarnă este ora legală oficială standard, de multe ori doar ora oficială, legată de conceptul de oră astronomică, folosită în mod normal în majoritatea țărilor sau teritoriilor, în special în emisfera nordică, acoperind calendaristic, de obicei, perioada cuprinsă între lunile octombrie a unui an și aprilie a anului următor. 
Ora de iarnă este numită astfel prin contrast cu ora de vară, al cărei scop este folosirea din plin, cât mai mult timp posibil, a luminii Soarelui, prin mutarea înainte a orei oficiale cu o oră.